# 古虫動物
古虫動物（Vetulicolian、学名：Vetulicolia）とは絶滅した動物群の1つである。西北大学の舒徳幹が、2001年に新たな門として提唱したが、後に脊索動物であると判明し、その1亜門とされるようになった。
主に古生代カンブリア紀の澄江動物群の地層から化石が発見されており、バージェス動物群からもバンフィアなど数属が知られる。当時の海の中に生息していた遊泳性動物である。

## 特徴
古虫動物はオタマジャクシのような形をしている。オタマジャクシらしい胴体にあたる部分は脊索動物に似た特徴を持っており、先端に口がある。尾のような後半部にあたる部分には、節足動物の体節らしい構造がある。脊索動物と節足動物は類縁関係が遠く、古虫動物はその両方らしい特徴を持っており、外見上は現在の動物には見られない特徴を持っているが、後半部の内部は脊索動物として最も重要な共有形質である脊索をもつ。
発達した尾鰭や一部の種類では（外殻から発達した）背鰭を持っていたが、反面それ以外の足や触角、更には目などのあらゆる種類の付属物を欠いている。

## 分類と進化
古虫動物の分類学的配置については、依然として議論の余地がある。ある研究者は、古虫動物はおそらく後口動物の初期の側枝であり、このことは、頭索動物と脊椎動物の分節化が、前口動物と後口動物の共通の祖先に由来する可能性を示唆していると主張している。しかし、ユタ州中部カンブリア紀のスケーメラを記載した研究者は、ウェツリコラと親和性があるとしながらも、節足動物の特徴を持っているとしており、古虫動物の後口動物への割り当てを混乱させていた。
DominguezとJefferiesは、形態学的分析に基づいて、ウェツリコラ（および暗に他の古虫動物も含む）は尾索動物であり、おそらくステムグループの幼生であると主張している。しかし、尾索動物と幼生との関係を疑問視する声もある。というのも、尾索動物では幼生・成体を問わず、古虫動物の分節に匹敵する分節の証拠がないこと、尾索動物の肛門はオタマジャクシでいう胴体の部分(幼生の頃は開口しない。成体になると被嚢内に開く)にあるが、古虫動物の肛門は尾の末端に位置すること、そしておそらく最も重要なことは、ウェツリコラには呼気サイフォンやそれに類する構造が見られないことである。 しかし、最近の研究では、古虫動物が尾索動物に近い位置にいることが確認されている
。後口動物の単系統は強く支持されていない。後口動物が傍系統であるとすれば、咽頭スリットは恐らく左右相称動物の共通祖先に存在していたと思われ、古虫動物は祖先の咽頭スリットを保持したステムグループの前口生物である可能性がある。もしそうだとすれば、咽頭スリットを持たないように見えるバンフィア類は、古虫動物よりもクラウングループの前口動物と近縁なのかもしれない。

## 生態と生活様式
表面的にオタマジャクシのような形をしていること、葉や櫂のような形の尾を持っていること、様々な流線型をしていることから、これまでに発見されたすべての古虫動物は、すべてではないにしても、ほとんどの時間を水中で生活する遊泳動物であったと推測されている。ウェツリコラ属のいくつかのグループは、オタマジャクシのようなディダズーン類等の他のグループよりも合理化な形態を持っていた（腹側にキールを備えている）グループもあった。
すべての古虫動物は噛んだり掴んだりすることのできない口を持っていたため、捕食者ではないと考えられている。鰓にスリットが見られるため、多くの研究者は古虫動物を濾過摂食者とみなしている。彼らの化石の腸内に堆積物があることから、堆積物を食べる動物であると指摘する者もいるが、この説には異論がある。堆積物を食べる生物は直線的な腸を持っている傾向があるのに対し、古虫動物の後腸はらせん状だったからである。研究者の中には、古虫動物は、海底のある地域から別の地域へと積極的に泳ぎながら、ろ過摂食で栄養を補う「選択的堆積摂食者」だったという説を唱える者もいる。

## ギャラリー

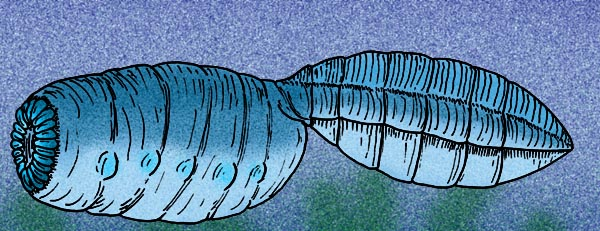
ディダゾーン Didazoon
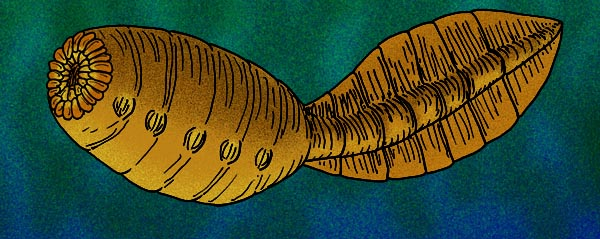
Pomatrum（旧学名シダズーン Xidazoon）
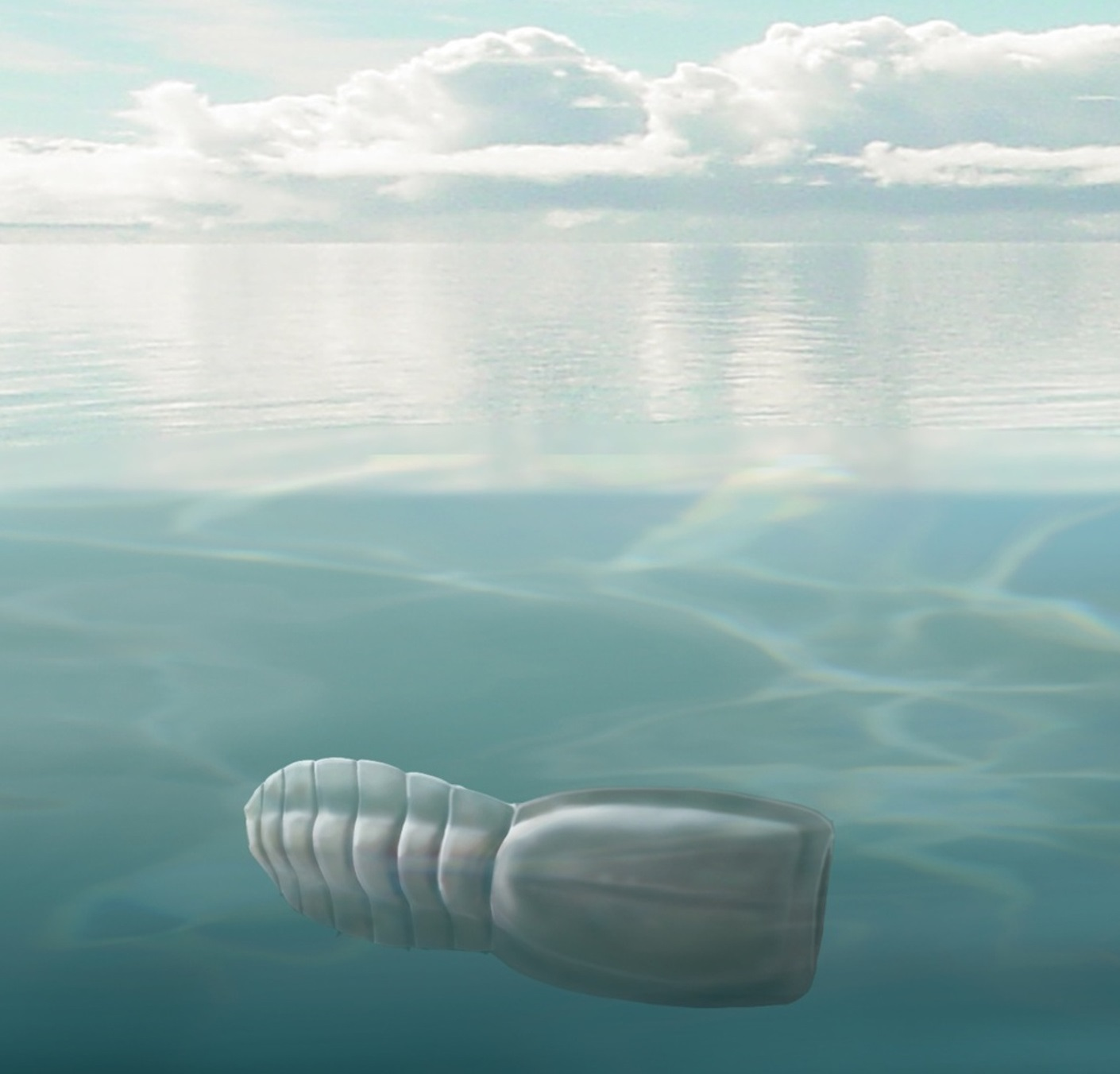
Nesonektris
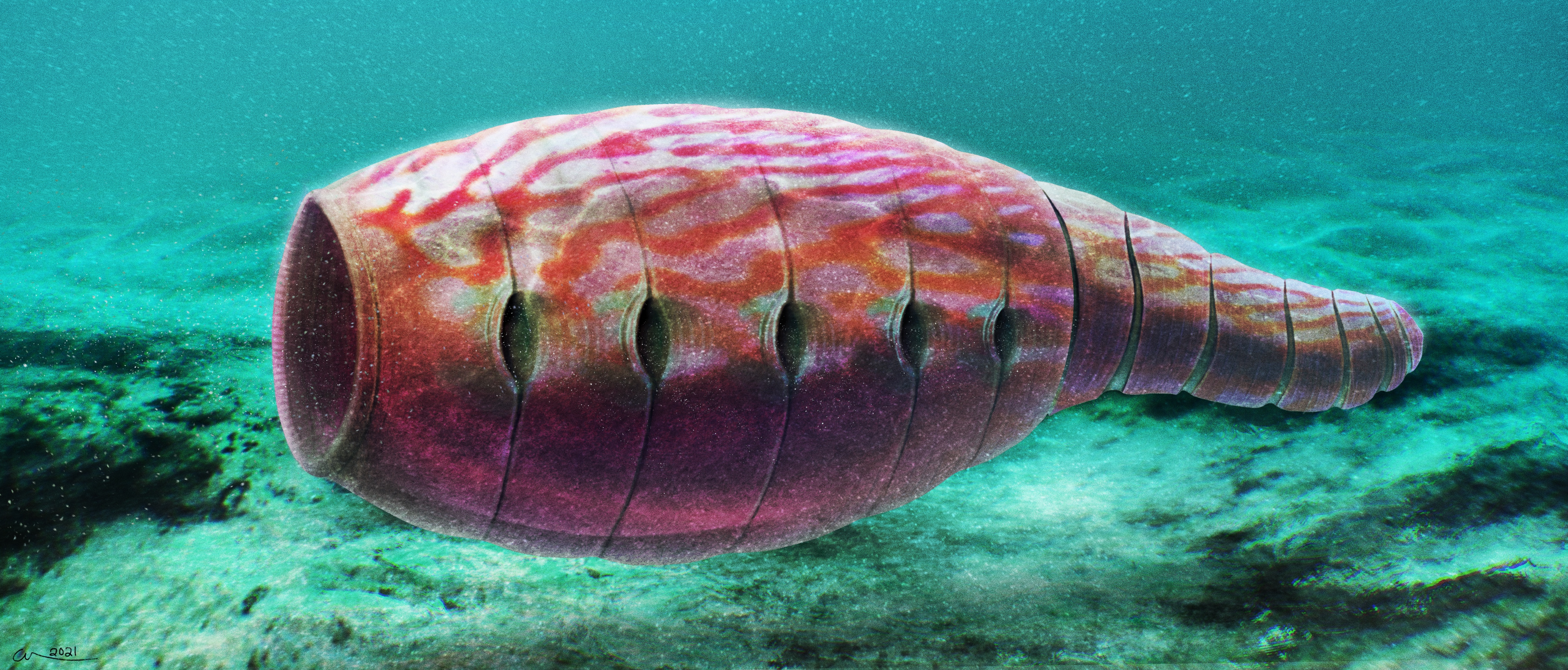
Yuyuanozoon
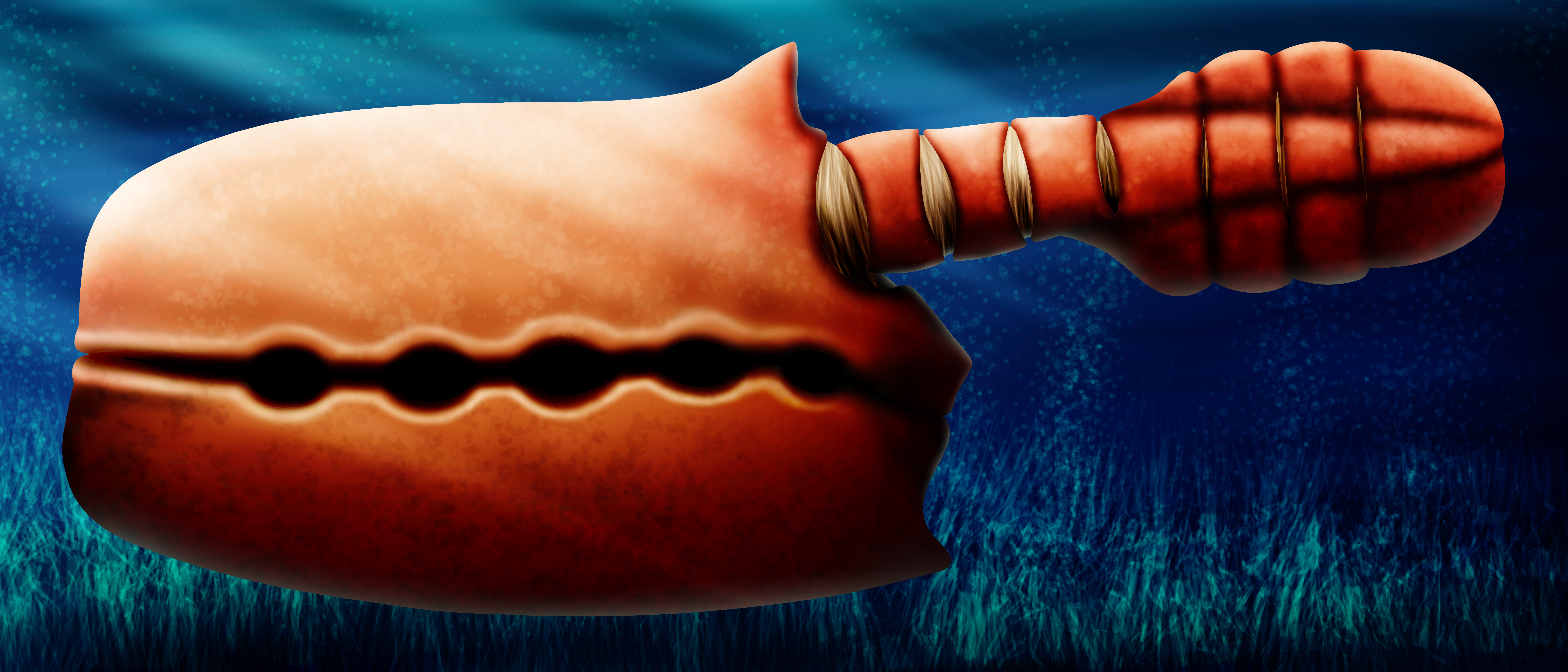
ウェツリコラ・レクタングラタ（Vetulicola rectangulata）
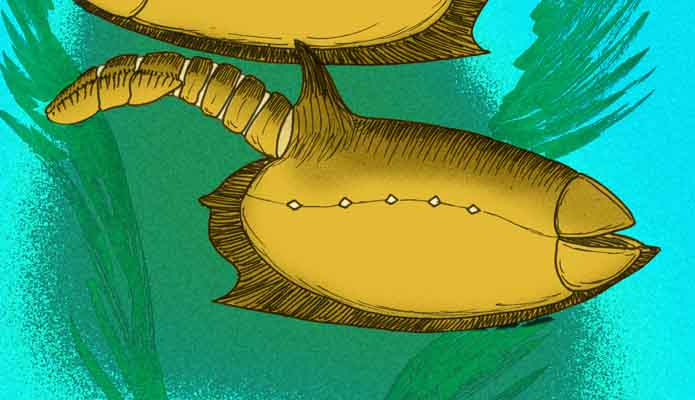
ウェツリコラ・クネアタ（V. cuneata）
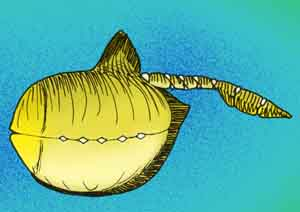
ウェツリコラ・ガングトウクネンシス（V. gangtoucunensis）
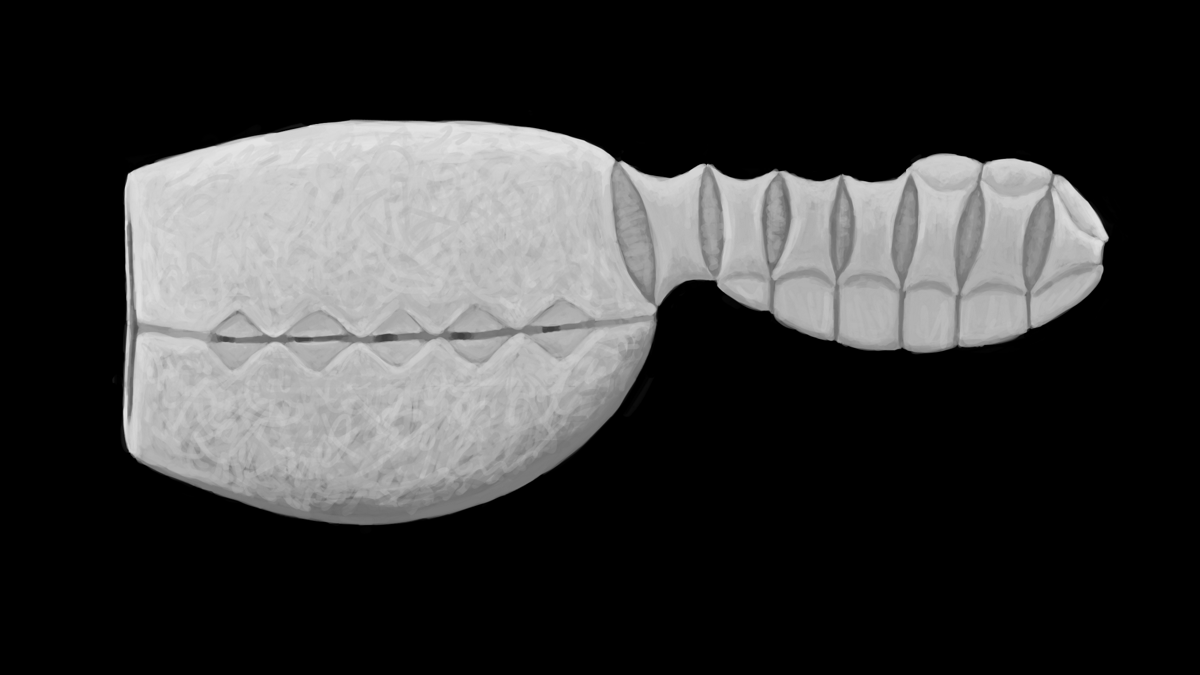
Ooedigera
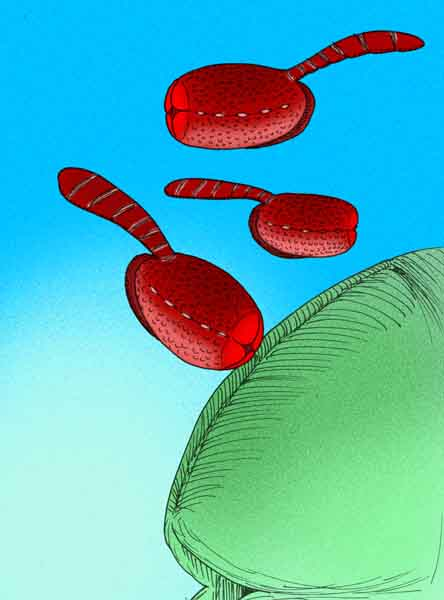
Beidazoon
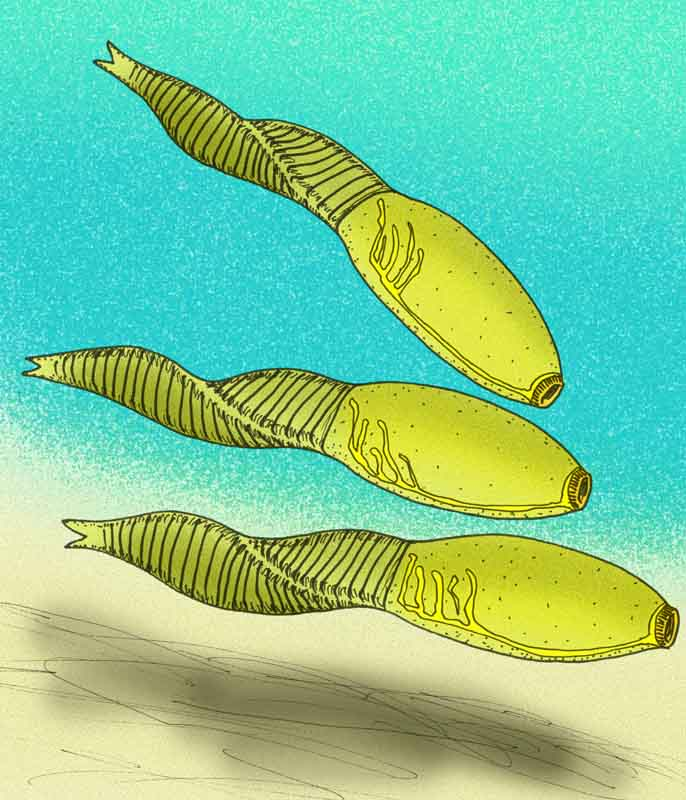
バンフィア Banffia
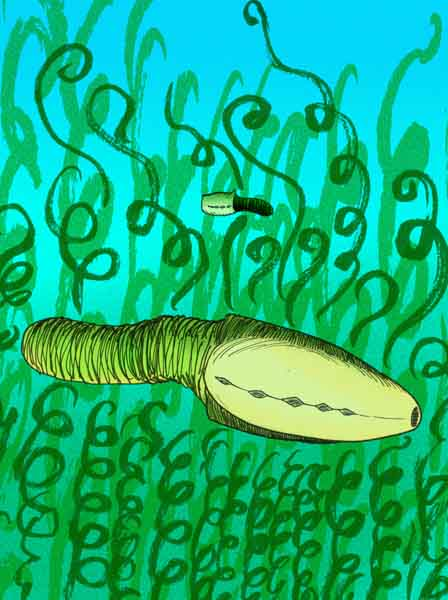
Heteromorphus
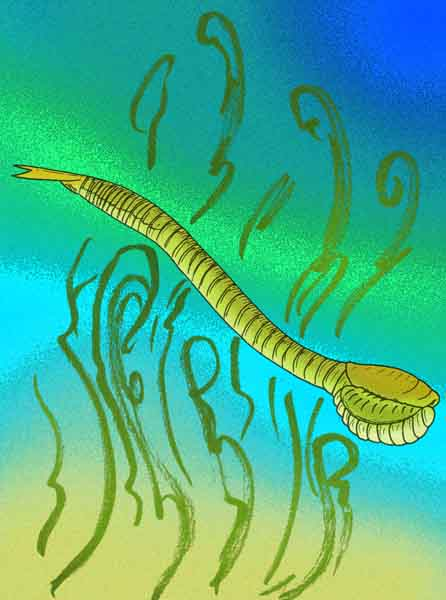
Skeemella